# Antonino Marino
Antonino Marino (San Lorenzo, 5 ottobre 1957 – Bovalino, 9 settembre 1990) è stato un carabiniere italiano, vittima della 'Ndrangheta.

## Biografia
Brigadiere dei Carabinieri, entrò nell'arma nel 1975, impegnandosi principalmente nel contrasto alla 'Ndrangheta. Prima del suo assassinio, aveva operato per anni come comandante della stazione dei carabinieri di Platì dove si impegnò tra l'altro per la soluzione del sequestro di Marco Fiora e contribuì a sventare il sequestro di Claudio Marzocco. Si ritiene infatti che fu grazie anche all'azione di contrasto del brigadiere che i sequestratori in quest'ultimo caso furono costretti a lasciare l'ostaggio incustodito, consentendogli di liberarsi e fuggire dalla prigionia nel febbraio del 1988.
Profondo conoscitore della Criminalità organizzata della Locride ai tempi dei sequestri di persona aveva svolto varie indagini sui traffici illeciti e sui sequestri di persona che in quegli anni rappresentavano una delle principali attività criminali della 'Ndrangheta contribuendo ad assicurare alla giustizia diversi boss 'ndranghetisti. Collaborò anche per la liberazione di Cesare Casella.

## L'omicidio
Nel 1988 Marino era stato trasferito a San Ferdinando in quanto aveva sposato una donna della Locride e il regolamento dell'Arma imponeva il cambio del luogo di servizio. In un periodo di ferie, in visita ai parenti della moglie a Bovalino superiore in occasione dei festeggiamenti in onore dell'Immacolata, la notte del 9 settembre 1990 si trovava seduto all'esterno del bar gestito dai suoceri intento a guardare lo spettacolo di fuochi d'artificio, quando gli si avvicinò un uomo armato di pistola che fece fuoco colpendolo al torace con sei colpi di pistola e ferendo al polpaccio in modo non grave la moglie incinta e al ginocchio il piccolo figlio Francesco.
Ripresa brevemente conoscenza, il militare morì in ospedale il pomeriggio dopo, malgrado gli sforzi dei sanitari.

## Le indagini e i processi
L'episodio creò una ondata di sdegno e i funerali si svolsero in una atmosfera di tensione. I familiari rifiutarono la corona di fiori del Presidente della Repubblica Francesco Cossiga.
Le indagini si indirizzarono subito alla sua attività di investigatore contro la 'Ndrangheta in particolare ai suoi anni trascorsi a Platì come sosteneva il sostituto procuratore Ezio Arcadi, ma per molti anni il delitto rimase irrisolto.
Anni prima dell'assassinio, il brigadiere aveva già subito un attentato a Platì durante l'attività di servizio da parte di uomini rimasti non identificati che avevano esploso colpi d'arma da fuoco al suo indirizzo, fortunatamente allora ne uscì illeso; in un'altra occasione, sempre a Platì, vennero scritte sui muri frasi ingiuriose nei suoi confronti.
Il delitto rimase avvolto nel mistero per oltre 15 anni fino alle rivelazioni del pentito di mafia Antonino Cuzzola. Secondo le dichiarazioni circa i mandanti e il movente dell'omicidio, ad ordinare il delitto furono esponenti della famiglia dei Barbaro e  Antonio Papalia, all'epoca di 56 anni. Insieme con Papalia vennero messi sotto accusa Giuseppe Barbaro, all'epoca di 63 anni, Francesco Barbaro di 84 anni e Giuseppe Barbaro di 55 anni, tutti di Platì; Invece per quanto riguarda il movente, secondo Cuzzola la decisione di uccidere il Brigadiere era maturata per motivi di risentimento dovuti alla condotta rigorosa che questi adottava nello svolgimento della sua attività operativa nella cittadina aspromontana. Il pentito confermò le accuse in sede processuale, ma il GUP intervenuto in quanto il processo si svolse con il rito abbreviato, nel febbraio 2011 pronunciò sentenza di assoluzione con formula piena per tutti gli imputati. In realtà già per Giuseppe Barbaro 55 anni, il pubblico ministero nella sua requisitoria aveva chiesto l'assoluzione. L'11 maggio 2012 la Corte d'assise d'appello confermò la sentenza di assoluzione in primo grado, lasciando ancora insoluto il delitto del brigadiere.
Ma il 16 giugno 2014 i giudici della Corte d'assise d'appello di Reggio Calabria hanno condannato a 30 anni di reclusione Francesco Barbaro di 58 anni ritenuto l'esecutore materiale e Antonio Papalia, ormai di 75 anni, ritenuto il mandante dell'omicidio del brigadiere. Il processo venne riaperto dalla Corte di Cassazione in seguito a intercettazioni su di un pregiudicato, Agostino Catanzariti, indagato per reati relativi ad appalti in Lombardia. Catanzariti, ignaro di essere ascoltato, in una conversazione rivelò una serie di particolari del delitto, portando alla riapertura del dibattimento conclusosi con la condanna.

## Onorificenze
L'11 febbraio 1993 il Comando generale dell'Arma dei Carabinieri conferiva al Brigadiere Antonino Marino un Encomio solenne

## Riconoscimenti
Alla sua memoria è intitolata, dal 10 luglio 2009, la Caserma sede del Comando Stazione Carabinieri di Platì (RC).
Il 25 maggio 2010 a Bovalino (RC), paese originario della moglie, Rosetta Vittoria Dama, venne intitolata una piazza in suo onore ed al centro di essa venne posta una stele a sua memoria.